# Lucas Espíndola
Lucas Espíndola (Mar del Plata, Provincia de Buenos Aires, Argentina, 29 de junio de 1994) es un futbolista argentino. Juega como delantero y su equipo actual es el Juventud Antoniana del Torneo Federal A. Tiene 30 años.

## Trayectoria

### All Boys
Tras haber sido llevado por su agente Salvio Passante a los planteles juveniles de Parma y Napoli en Italia, Espíndola comienza su carrera en la sexta de All Boys hasta llegar a la primera en 2012 bajo la dirección técnica de José Santos Romero.
Al año siguiente es cedido en calidad de préstamo al Once Tigres del Torneo Argentino B, donde jugó hasta mediados de 2014 consiguiendo cinco anotaciones en veintidós partidos.
Para el Campeonato de Primera B Nacional 2014, se anuncia su regreso al plantel blanquinegro. Debutó con All Boys el 1 de octubre de 2014, en partido correspondiente a la Fecha 11 del Torneo de Transición 2014, contra Sarmiento de Junín en el Estadio Islas Malvinas donde ingresó a los 65 minutos, reemplazando a Jonathan López. El partido finalizaría con victoria para All Boys por 1 gol a 0.
Disputó su último juego para All Boys el 6 de diciembre de 2014, precisamente contra el club con el cual marcó su debut, Sarmiento de Junín. El partido tuvo el mismo resultado 1 a 0, pero esta vez fue jugado en casa de Sarmiento. Espínola ingresó a los ochenta y nueve minutos, en sustitución de Franco Olego, quien marcó el único gol del partido.
Volvió a All Boys para mediados de 2015, luego de su efímero paso por el fútbol hondureño.

## Clubes
| Club               | País      | Año           |
| ------------------ | --------- | ------------- |
| All Boys           | Argentina | 2012-2013     |
| Once Tigres        | Argentina | 2013-2014     |
| All Boys           | Argentina | 2014          |
| Victoria           | Honduras  | 2015          |
| All Boys           | Argentina | 2015-2016     |
| PKNS FC            | Malasia   | 2017          |
| Juventud Antoniana | Argentina | 2017-presente |

## Estadísticas
| Equipo                                                     | Div.                | Temporada           | Liga     | Liga  | Copa Nacional(1) | Copa Nacional(1) | Copa Internacional | Copa Internacional | Total    | Total |
| Equipo                                                     | Div.                | Temporada           | Partidos | Goles | Partidos         | Goles            | Partidos           | Goles              | Partidos | Goles |
| All Boys Argentina                                         | 1.ª                 | 2012/13             | 0        | 0     | 0                | 0                | -                  | -                  | 0        | 0     |
| All Boys Argentina                                         | Total               | Total               | 0        | 0     | 0                | 0                | 0                  | 0                  | 0        | 0     |
| Once Tigres Argentina                                      | 4.ª                 | 2013/14             | 22       | 5     | 0                | 0                | -                  | -                  | 22       | 5     |
| Once Tigres Argentina                                      | Total               | Total               | 22       | 5     | 0                | 0                | 0                  | 0                  | 22       | 5     |
| All Boys Argentina                                         | 2.ª                 | 2014                | 4        | 0     | 0                | 0                | -                  | -                  | 4        | 0     |
| All Boys Argentina                                         | Total               | Total               | 4        | 0     | 0                | 0                | 0                  | 0                  | 4        | 0     |
| Victoria Honduras                                          | 1.ª                 | 2015                | 5        | 0     | 0                | 0                | -                  | -                  | 5        | 0     |
| Victoria Honduras                                          | Total               | Total               | 5        | 0     | 0                | 0                | 0                  | 0                  | 5        | 0     |
| All Boys Argentina                                         | 2.ª                 | 2015                | 3        | 0     | 0                | 0                | -                  | -                  | 3        | 0     |
| All Boys Argentina                                         | 2.ª                 | 2016                | 4        | 0     | 0                | 0                | -                  | -                  | 4        | 0     |
| All Boys Argentina                                         | Total               | Total               | 7        | 0     | 0                | 0                | 0                  | 0                  | 7        | 0     |
| PKNS Malasia                                               | 1.ª                 | 2017                | 9        | 4     | 1                | 0                | -                  | -                  | 10       | 4     |
| PKNS Malasia                                               | Total               | Total               | 9        | 4     | 1                | 0                | 0                  | 0                  | 10       | 4     |
| Juventud Antoniana Argentina                               | 3.ª                 | 2017                | 0        | 0     | -                | -                | -                  | -                  | -        | -     |
| Juventud Antoniana Argentina                               | Total               | Total               | 0        | 0     | -                | -                | -                  | -                  | -        | -     |
| Total en su carrera                                        | Total en su carrera | Total en su carrera | 35       | 5     | 0                | 0                | 0                  | 0                  | 35       | 5     |
| (1) Incluye datos de la Copa Argentina y Copa de Honduras. |                     |                     |          |       |                  |                  |                    |                    |          |       |